# Skogen är vår arvedel
Skogen är vår arvedel är en svensk svartvit dramafilm från 1944 med regi och manus av Ivar Johansson. I rollerna ses bland andra Erik "Bullen" Berglund, Birgit Tengroth och Sven Magnusson.

## Om filmen
Inspelningen ägde rum mellan mars och maj 1944 i Centrumataljéerna i Stockholm samt på Marmaverken, Stråtjära och Bergviks kyrkogård i Söderhamn. Förlaga till filmen var romanen Sulfat av Per Wikberg. Fotograf under inspelningen var Karl-Erik Alberts och klippare Johansson. Filmen premiärvisades den 12 augusti 1944 på biografen Svea i Söderhamn och var 91 minuter lång och tillåten från 15 år.

## Rollista
- Erik "Bullen" Berglund – Per Jonsson, storbonde på Norrgården
- Birgit Tengroth – Märta Jonsson, Pers dotter
- Sven Magnusson – Nisse Lund, brännare på Nordvikens sulfatfabrik
- Birger Åsander – Jonas Vikman, hjälpeldare
- Helge Karlsson – Algot Carlsson, sodabrännare
- John Elfström – Leon Larsson, brännare
- Artur Rolén – Olle Hurtig, eldare
- Eric Laurent – Levin, eldare
- Åke Uppström – Linus Roos, pannskötare
- Stig Johanson – Bredberg, hartskokare
- Ingemar Holde – Lasse Ferm, smältmixare
- Siegfried Fischer	– Kallman, fackföreningsordförande
- Sten Lindgren – Karlmark, överingenjör
- Börje Mellvig – Hellgren, driftsingenjör/begravningsprästens röst
- Tekla Sjöblom – Hilda, Carlssons hushållerska
- Artur Cederborgh – Måns Bleking, agitator

Ej krediterade
- Wiktor "Kulörten" Andersson – Petter Palm, skiftbas, pannförman
- Elimar Skeppström – Linder, sodabrännare, fackföreningssekreterare
- Jonas Eriksson – sprängarbas
- Primus Svensson – fabriksarbetare
- Elof Thörnberg – fabriksarbetare
- Erik Forslund – gammal man som väcks av alarmet
- Nils Dahlgren – lasarettsläkaren
- Millan Bolander – sjuksköterskan
- John Sandling – Lasse Vååg, kommunist
- Brita Öberg – Jonas Vikmans fru
- Wilma Malmlöf – Petters fru, kvinna i tvättstugan
- Mona Geijer-Falkner – kvinna i tvättstugan
- Ruth Weijden – kvinna i tvättstugan
- Kurt Willbing – en ung man på fabrikskontoret
- Georg Skarstedt – Petter, fabriksarbetare

### Fotnoter
1. 1 2  ”Skogen är vår arvedel”. Svensk Filmdatabas. http://sfi.se/sv/svensk-filmdatabas/Item/?itemid=4068&type=MOVIE&iv=Basic&ref=/templates/SwedishFilmSearchResult.aspx?id%3d1225%26epslanguage%3dsv%26searchword%3dskogen+%C3%A4r+v%C3%A5r+arvedel%26type%3dMovieTitle%26match%3dBegin%26page%3d1%26prom%3dFalse. Läst 16 april 2013.